# Zaman
Zaman (turkiska för "tiden") var en turkisk dagstidning som drevs av Feza Publications med säte i Istanbul.
Zaman hade under senare decennier varit en av Turkiets största tidningar. Den var associerad med Gülenrörelsen och hade under 2010-talet en oppositionsroll gentemot det styrande AKP.
I mars 2016 tog den turkiska regeringen kontrollen över tidningens redaktionslokaler, efter beskyllningar om oegentligheter. Det statliga övertagandet av tidningen har från flera håll setts som en auktoritär åtgärd avsedd att öka den statliga kontrollen över opinionsbildningen i landet. Efter övertagandet har tidningens engelskspråkiga edition Today's Zaman upphört i sin digitala version. Både Today's Zaman och Zaman fanns dock en månad efter övertagandet kvar som papperstidningar, om än i mycket små upplagor. I juli samma år lades tidningen slutligen ner, som en följd av ett officiellt statligt dekret.

## Historik

### Bakgrund
Zaman grundades 1986. Namnet är turkiska för tid (tiden), vilket kan jämföras med dagstidningar med liknande namn på andra språk, exempelvis The Times och Die Zeit. Den var 1995 den första turkiska dagstidningen som fick en internetupplaga.

### Utveckling
Tidningen stöddes ursprungligen det turkiska politiska partiet AKP och dess ledare, presidenten och förre premiärministern Recep Tayyip Erdoğan. Tidningen blev successivt alltmer kritisk mot AKP, särskilt i samband med att partiet 2013 lade ner en undersökning rörande storskalig turkisk korruption.
Zaman fick själv (statlig) kritik för sin koppling till Fethullah Gülen och dennes politiska rörelse, som beskylldes för att vilja etablera en ”stat i staten”. Den 4 mars 2016 stormades tidningens redaktionslokaler av turkisk polis, mot bakgrund av dessa beskyllningar. När utgivningen återstartade några dagar senare hade tidningen blivit märkbart regeringsvänlig och dess engelskspråkiga utgåva Today's Zaman hade lagts ner (åtminstone i sin internetversion).

### Storlek
Zaman har på senare år (under 00-talet och tidigt 2010-tal) varit en av Turkiets största tidningar. År 2008 var upplagan, 890 000 exemplar, den största i landet. Efter beskyllningar om stora mängder utdelade friex för att "blåsa upp" upplagesiffran, genomfördes under mars 2007 en fristående upplagegranskning. Resultatet gav vid handen att tidningen sålde i 609 000 exemplar måndag–lördag och i 678 000 på söndagar, när friex frånräknats.  Undersökningen visade också att Zaman då hade en av de största prenumerantstockarna bland rikstäckande dagstidningar i Europa.
Under 2014 nåddes totala upplagesiffror på cirka 1 miljon exemplar. I början av november det året noterades 924 018 av ett turkiskt upplageräkningsorgan.
Efter den turkiska statens övertagande av Zaman i mars 2016 (se nedan) sjönk dock tidningens upplaga rejält. En månad senare, i början av april, listades dess upplaga som 2 424 exemplar. Samtidigt noterades för Today's Zaman en upplaga på 265 exemplar. Vid samma upplageräkning var Hürriyet den största tidningen med 339 655 exemplar, och därefter kom Posta, Sabah och Sözcü med cirka 300 000 exemplar vardera.

### Upplagor
Zaman var baserad i Istanbul. Men den hade också en utgivning av internationella upplagor för olika marknader. År 2009 trycktes tidningen i 11 länder, med distribution i sammanlagt 35 länder.
Vid sidan av de fyra turkiska upplagorna har regionala utgåvor tryckts och distribuerats i Australien, Azerbajdzjan, Bulgarien, Tyskland, Rumänien, Kazakstan, Kirgizistan, Nordmakedonien, Turkmenistan och USA. Zaman har haft kontor eller korrespondenter i städer som Washington, D.C., New York, Bryssel, Moskva, Kairo, Baku, Frankfurt am Main, Asjchabad, Tasjkent och Bukarest.
Zaman trycktes vid olika tillfällen på tio olika språk, bland dem kirgiziska, rumänska, bulgariska, azerbajdzjanska, uzbekiska, turkmenska och kazakiska. Ursprungligen hade man också en utgåva på engelska, men i januari 2007 togs den rollen över av systertidningen Today's Zaman.

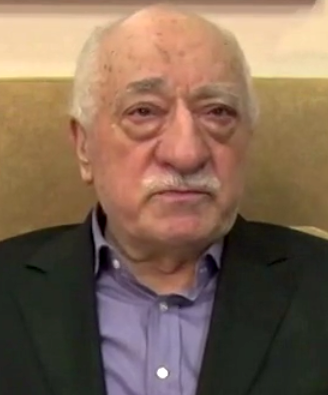
Fram till 2016 ansågs Zaman ha kopplingar till Fethullah Gülen och dennes rörelse.

## Konflikten med AKP/staten
Zaman var sedan tidigt 2010-tal en successivt alltmer högröstad kritiker av AKP och den turkiska regeringen. Tidningens behandling av en turkisk korruptionsskandal 2013 vidgade klyftan mellan den och regeringen.
I december 2014 arresterades ett tjugotal Zaman-journalister och medlemmar av tidningens ledning, med det angivna skälet att de planerade att "skapa, leda och ingå i en beväpnad terroristorganisation". Bland de arresterade fanns chefredaktören Ekrem Dumanlı. Gripandena ledde till skarp kritik mot Turkiet från både USA och EU.
Några veckor senare, den 19 december, beordrade en turkisk rättsinstans att Dumanlı och sju andra skulle frisläppas i brist på bevis.
Drygt 15 månader senare (den 4 mars 2016) stormade turkisk polis tidningens redaktionslokaler. Resultatet blev att Zaman övergick från att vara en av mycket få regeringskritiska tidningar till att bli en regeringsvänlig dito. Samtidigt upphörde den engelskspråkiga systertidningen Today's Zaman i det närmaste helt med sin distribution, och dess webbadress www.todayszaman.com började omdirigera till den turkiskspråkiga huvudtidningen.
I samband med tidningens nystart två dagar senare nämndes inget om att regeringen tagit kontroll över tidningen. Däremot figurerade en leende president Erdoğan på bild på en framträdande plats.
Tidigare Zaman-anställda grundade två dagar efter övertagandet den nya tidningen Yarina Bakis ("rikta din blick mot morgondagen"). Även Zamans tidigare Twitter-konto omdirigerades dit.
Den 30 mars utsågs Kenat Kıran till ny chefredaktör för Zaman. Kıran var fram till dess nyhetschef på den högerradikalt islamistiska – och samtidigt regeringstrogna – dagstidningen Yeni Akit.
Efter kuppförsöket i Turkiet i juli 2016 anklagades 47 tidigare medarbetare på Zaman för samröre med kuppmakarna. Den 27 juli utfärdades ett officiellt dekret om att alla publikationer med kopplingar till Gülenrörelsen (inklusive Zaman och dess efterföljare Yarına Bakış) skulle stängas.
Pressfriheten i Turkiet anses hotad på grund av det begränsade antalet större oppositionstidningar, något som har föranlett jämförelser med liknande tendenser i andra europeiska länder.

## Redaktion
Följande är en inkomplett lista över chefredaktörer på tidningen:
- 2001–oktober 2015: Ekrem Dumanlı
- oktober 2015–5 mars 2016: Abdülhamit Bilici
- (30) mars 2016–: Kenat Kıran